# هوغو تيديسكو
هوغو تيديسكو (بالإسبانية: Hugo Tedesco)‏ هو لاعب كرة قدم أرجنتيني في مركز الوسط، ولد في 20 فبراير 1947 في الأرجنتين. شارك مع منتخب الأرجنتين لكرة القدم. أما مع النوادي، فقد لعب مع إستوديانتيس دي لا بلاتا ونادي أتلانتي وهوراكان.

## وصلات خارجية
- هوغو تيديسكو على موقع ناشيونال فوتبول تيمز (الإنجليزية)